# 弗拉迪斯拉夫·塔尔诺夫斯基
弗拉迪斯拉夫·塔尔诺夫斯基（Władysław Tarnowski，1836年6月4日—1878年4月19日）， 波兰浪漫主义的代表诗人。是欧洲19世纪浪漫主義音樂的代表人物。
塔尔诺夫斯基一生的创作大多是钢琴曲。塔尔诺夫斯基42岁时英年早逝。

## 早年
他出生的时候，波兰由於被俄羅斯帝國、普鲁士與哈布斯堡帝國瓜分，已不复為一个主权国家（参见瓜分波兰）。他在克拉科夫学习学习法律和哲学。父親去世後，他就读于巴黎音乐学院。他参加了一月起义。他在莱比锡学习作曲和钢琴演奏。

## 代表作品
他創作了很多歌, 主要是波蘭語和德語。
- 兩個夜曲：漆黑的夜晚，明亮的夜晚 (DEUX NOCTURNES I. Nuit sombre. II. Nuit claire.)
- 盛大的波蘭舞曲 (Grande polonaise quasi rapsodie symphonique)
- D大調弦樂四重奏 (Quatour Re-majeur pour Deur Violons, Viola et Violoncelle)
- 为了纪念天使 („Au souvenir d'un ange)